# Human Tornado
Craig Williams (nacido el 1 de mayo de 1983) es un luchador profesional estadounidense retirado más conocido como Human Tornado. Su personaje era el de un proxeneta callejero de blaxploitation de la década de 1970.
Actuó principalmente en el circuito independiente de California, principalmente para Pro Wrestling Guerrilla (PWG), Empire Wrestling Federation y Alternative Wrestling Show. También actuó para Ring of Honor, Combat Zone Wrestling, Jersey All Pro Wrestling y la efímera empresa de MTV Wrestling Society X.
Williams ha sido dos veces campeón mundial al ser Campeón Mundial de PWG. También fue una vez Campeón en Parejas de PWG (con El Genérico).

## Carrera

### Pro Wrestling Guerrilla (2004-2010)
Cinco meses después de su debut en la lucha libre profesional en el circuito independiente de California, Human Tornado hizo su debut para Pro Wrestling Guerrilla el 17 de abril de 2004, en una lucha por equipos, donde él y Supa Badd fueron derrotados por Charles Mercury y Top Gun Talwar. El 19 de agosto de 2005, Tornado ganó su primer campeonato con la compañía, cuando él y El Genérico, el equipo conocido colectivamente como los 2 Skinny Black Guys, derrotaron a Arrogance of Chris Bosh y Scott Lost para ganar el vacante Campeonato en Parejas de PWG. Dos meses después, el 1 de octubre, Tornado y Generico perdieron los títulos ante el equipo de Super Dragon y Davey Richards. Posteriormente, Tornado se peleó con el Campeón Mundial de PWG Joey Ryan. Durante la pelea, Tornado derrotó al campeón, pero en ambas ocasiones Ryan pudo irse con su título, ya que la primera victoria llegó a través de un conteo y la segunda en un combate sin título. En el segundo partido Tornado apareció como El Snowflake, el personaje que interpretó en la película de Jack Black, Nacho Libre. Finalmente, el 13 de enero de 2007, Tornado derrotó a Ryan en un combate de Guerrilla Warfare para poner fin a su reinado de trece meses y ganar el Campeón Mundial de PWG. Sin embargo, su reinado resultaría ser corto, ya que solo un mes después, perdió el Campeonato ante su excompañero de equipo El Generico. Después de la pérdida de su título, Tornado se volvió heel y después de perder una revancha ante Generico el 8 de abril, culpó de perder el título a su recién descubierta ayuda de cámara Candice LeRae. Después de meses de abuso, LeRae finalmente se enfrentó a Tornado el 1 de septiembre y le costó su partido de primera ronda en el torneo de Battle of Los Angeles. Después del combate, Tornado atacó a LeRae, quien luego fue salvado por Chris Hero, lo que comenzó una larga y acalorada disputa entre los dos luchadores.
El 14 de octubre, Tornado derrotó a Hero en el primer combate individual de su feudo. Después de que Tornado y sus aliados Claudio Castagnoli y Eddie Kingston derrotaran a Hero, LeRae y Necro Butcher en un combate por equipos de seis personas sin descalificación el 5 de enero de 2008, Tornado recibió un combate uno a uno contra LeRae al día siguiente y la derrotó a través de descalificación cuando Hero interfirió en el combate. Después de que el Campeón Mundial de PWG Low Ki sufriera una lesión en la rodilla, el título quedó vacante y se puso en juego en un torneo de cinco hombres. El 24 de febrero de 2008, Tornado derrotó al primer Necro Butcher en la primera ronda y luego a Roderick Strong y Karl Anderson en un Triple Threat Match para ganar el Campeonato Mundial de PWG por segunda vez. Poco después, Tornado se rompió el ligamento cruzado anterior y se dislocó la rodilla, mientras luchaba por Juggalo Championship Wrestling, y como resultado, su tiempo en el ring se redujo significativamente durante su segunda carrera por el título mundial. Después de negarse a dejar vacante el título, Tornado recibió la orden de defenderlo contra el contendiente número uno, Chris Hero, en una lucha de Guerrilla Warfare en jaula de acero el 6 de julio de 2008, en el programa del quinto aniversario de PWG, titulado Life during Wartime. En el evento, Hero, con la ayuda de LeRae, derrotó a Tornado para ganar el título mundial, después de lo cual Tornado sanó sus lesiones.
Tornado regresó a PWG el 21 de febrero de 2009, para sacar provecho de su cláusula de revancha contra Hero en una lucha a tres bandas, que también incluyó a Colt Cabana. Después de ser inmovilizado por Hero, Tornado, aparentemente volteando la cara, intentó hacer las paces con él, pero salió volando. Tornado solidificó su posición como rostro en mayo al volver a formar el equipo Dark & Lovely con Scorpio Sky. El equipo participó en el Dynamite Duumvirate Tag Team Title Tournament 2009, pero fueron derrotados en la primera ronda por el equipo de Kenny Omega y Chuck Taylor. El 31 de julio Tornado se reunió con otro excompañero de equipo, El Generico, y juntos derrotaron al Campeones Mundiales en Parejas de PWG The Young Bucks (Matt y Nick Jackson) en un combate sin título en el show del sexto aniversario de PWG. Sin embargo, en el siguiente evento, los sueños de los 2 Skinny Black Guys de recuperar el Campeonato en Parejas fueron aplastados cuando Chuck Taylor derrotó a El Generico en la lucha de un contendiente número uno. Tornado entró en el torneo de Battle of Los Angeles de 2009, disputado por el vacante Campeonato Mundial de PWG, pero fue derrotado en los cuartos de final del torneo por Roderick Strong. El 30 de enero de 2010, Tornado derrotó a Super Crazy en lo que resultaría ser su último combate para la empresa, ya que el 4 de febrero anunció repentinamente su retiro de la lucha libre profesional en su página de Facebook. El 27 de febrero en As the Worm Turns, Tornado dio un discurso de retiro a la audiencia del PWG.

### Wrestling Society X (2006-2007)
A principios de 2006, Tornado participó en las grabaciones de la primera temporada de Wrestling Society X. Los programas se grabaron a finales de 2006 y se emitieron en MTV en 2007. En las grabaciones, Tornado derrotó a Luke Hawx y fue derrotado por 6-Pac. También estuvo involucrado en una pequeña disputa con Jack Evans, que incluyó un baile en WSXtra y un sorteo por límite de tiempo de diez minutos en el evento principal del episodio final de WSX.

### Ring of Honor (2007-2008, 2010)
Human Tornado hizo su debut en Ring of Honor el 19 de octubre de 2007 en Las Vegas, Nevada, derrotando a Shane Hagadorn y Tony Kozina para llegar al combate de eliminación de Survival of the Fittest 2007, donde fue el primer participante eliminado por el eventual ganador, Chris. Héroe. Dos noches después en el Cow Palace en San Francisco, California, perdió ante Chris Hero en un uno contra uno. Competiría en el programa de ROH "Reckless Abandon" en Dayton, Ohio el 30 de noviembre de 2007, donde perdió un combate a tres bandas con Davey Richards y Erick Stevens. Tornado estaba programado para aparecer en el show ROH del 1 de diciembre de 2007 en Chicago, Illinois (que entonces se llamaba Trios Tournament 2007), pero él, junto con Jack Evans, Ruckus y Necro Butcher, se subieron a un automóvil relacionado con el clima. accidente en su camino al espectáculo. Jack sufrió una conmoción cerebral, pero los otros pasajeros resultaron ilesos.
El 22 de febrero de 2008, en Long Island, Nueva York, Tornado regresó a ROH en una lucha a cuatro bandas ganada por Jason Blade. La noche siguiente en la ciudad de Nueva York se tocó con Delirious en un combate, donde fueron derrotados por The Age of the Fall (Jimmy Jacobs y Tyler Black). Casi dos años después, el 29 de enero de 2010, Tornado regresó a ROH, cuando la compañía participó en WrestleReunion 4, compitiendo en un combate, donde fue derrotado por Kevin Steen. Se anunció que Tornado participaría en las grabaciones del 5 y 6 de febrero de Ring of Honor Wrestling, pero sus apariciones fueron canceladas después de que repentinamente anunció su retiro de la lucha libre profesional el día antes de las primeras grabaciones. Sin embargo, el 26 de marzo regresó por sorpresa a la empresa, compitiendo en un partido a seis bandas ganado por Colt Cabana. Al día siguiente fue derrotado por Shawn Daivari en un combate individual. Según los informes, Tornado luchó contra los eventos para compensar los dos espectáculos que se perdió en febrero.

## En lucha
- Movimientos finales
  - African Destroyer (Front flip piledriver)[31]
  - Cancún Tornado[32] (Diving somersault corkscrew senton, sometimes while springboarding)
  - DND – Dat Nigga[33]/Ninja Dead[1] / Tornado-Plex[2] (Flipping release leg hook belly to back suplex, sometimes from the second rope)[1][33][34]
  - Tornado DDT[1][2]
- Movimientos en firma
  - Balls of Steel (No-selling an opponent's low blow)
  - Discus corner clothesline followed by a bulldog
  - Eye of Mexi-HOE (Fisherman buster)[1]
  - Multiple kick variations
    - Enzuigiri
    - House Party[33] / Jive Soul Bro[35] (Multiple kicks to an opponent seated in the corner followed by a front split-legged low blow, with theatrics)
    - Jack Evans' Face Destroyer (Feint roundhouse spun into an enzuigiri)[36]
    - Liu Kang Kick (Flying)
    - Running arched big boot,[33] sometimes to a cornered opponent[33]

  - Pimp Pounce (Running low-angle shoulder block, after an opponent has been Irish whipped off of adjacent ropes)[37]
  - Pimp Slap (Backhand slap)[33]
  - Shoryuken (Jumping spinning uppercut)[2][38]
  - Somersault plancha[39]
  - Triangle choke[35]
- Manager
  - Candice LeRae[40]
- Temas de entrada
  - "Cali Iz Active" de Tha Dogg Pound (CZW)
  - "Clown Walk" de Insane Clown Posse (JCW)
  - "Pitch in on a Party" de DJ Quik[41] (ROH)

## Campeonatos y logros
- Alternative Wrestling Show
  - AWS Heavyweight Championship (1 vez)
  - AWS Lightweight Championship (1 vez)

- Empire Wrestling Federation
  - EWF American Championship (1 vez)

- Pro Wrestling Guerrilla
  - PWG World Championship (2 veces)
  - PWG Tag Team Championship (1 vez) – con El Genérico